# 18 Ceti
18 Ceti är en gul stjärna i huvudserien i stjärnbilden Valfisken.
18 Ceti har visuell magnitud +6,15 och svagt synlig för blotta ögat vid god seeing. Den befinner sig på ett avstånd av ungefär 100 ljusår.